# Naryngina
Naryngina, naringina – glikozyd flawonoidowy występujący głównie w owocach grejpfruta i odpowiadający za ich gorzki smak. W organizmie metabolizowany jest do naryngeniny, będącej jej aglikonem. Obie te substancje znajdują się w owocach cytrusowych.
Naryngina wykazuje szerokie spektrum aktywności farmakologicznej, między innymi wzmaga lipolizę, obniża poziom cholesterolu, działa przeciwzapalnie, przeciwrakowo i antyseptycznie. Blokuje także niektóre enzymy wątrobowe biorące udział w metabolizmie wielu leków, dlatego nie poleca się popijania leków sokiem grejpfrutowym. Jest najważniejszym z flawonoidów zawartych w ekstrakcie z pestek grejpfruta.
Naryngina występuje w:
- grejpfrucie (w tym wyciągu z jego pestek)
- skórce pomarańczowej
- skórce cytrynowej.